# Labouquerie
Labouquerie ist eine Ortschaft und eine ehemalige französische Gemeinde mit 205 Einwohnern (Stand: 1. Januar 2022) im Département Dordogne in der Region Nouvelle-Aquitaine. Sie gehörte zum Arrondissement Bergerac und zum Kanton Lalinde.
Mit Wirkung vom 1. Januar 2016 wurden die früheren Gemeinden Beaumont-du-Périgord, Labouquerie, Nojals-et-Clotte und Sainte-Sabine-Born zu einer Commune nouvelle namens Beaumontois en Périgord zusammengelegt. Die ehemaligen Gemeinden haben in der neuen Gemeinde den Status einer Commune déléguée. Der Verwaltungssitz befindet sich im Ort Beaumont-du-Périgord.
Nachbarorte sind Beaumont-du-Périgord im Nordwesten, Saint-Avit-Sénieur im Nordosten, Sainte-Croix im Osten, Rampieux im Süden und Nojals-et-Clotte im Südwesten.

## Bevölkerungsentwicklung

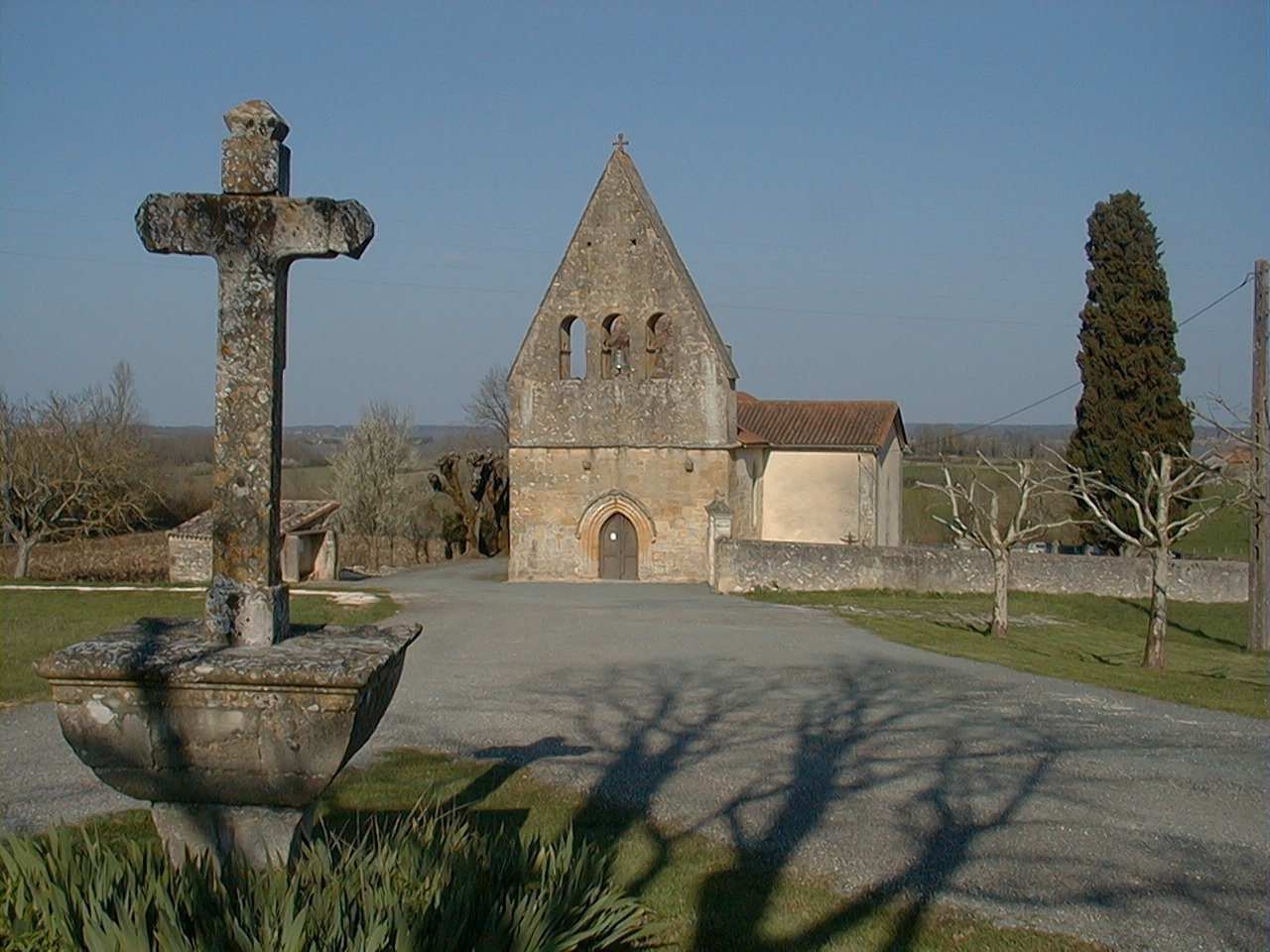
Kirche Saint-Étienne

| Jahr      | 1962 | 1968 | 1975 | 1982 | 1990 | 1999 | 2008 | 2015 |
| --------- | ---- | ---- | ---- | ---- | ---- | ---- | ---- | ---- |
| Einwohner | 152  | 142  | 167  | 171  | 202  | 203  | 208  | 220  |